# 發度
發度（？—1712年），又作法度，正黃旗宗室。康熙十年，授封三等輔國將軍，尋以軍功加一等雲騎尉。康熙四十年，緣事革爵。康熙四十五年，任黑龍江副都統。康熙四十七年十一月，任黑龍江將軍。康熙四十八年二月，因行為悖謬革職。康熙五十一年，卒。